# PINK1
La proteïna PINK1 (PTEN induced putative kinase 1) és un enzim del tipus serina/treonina cinasa de la família dels gens PARK, codificat pel gen autosòmic PINK1 i sintetitzat al citosol. Com totes les cinases del seu grup, PINK1 té la funció de fosforilar els grups OH dels aminoàcids serina i treonina.
Generalment, PINK1 es troba a les cèl·lules de tot el cos, però als músculs, al cor i als testicles, la concentració d'aquest pèptid és més abundant.
Pel que fa a l'estructura, la proteïna PINK1 està formada per un domini cinasa, una regió transmembrana i una seqüència anomenada Mitochondrial Targeting Sequence que la dirigeix als mitocondris de la cèl·lula. Es creu que la seva funció al mitocondri és protegir-lo de l'estrès oxidatiu per a evitar defectes en la respiració cel·lular, fosforilant les proteïnes TRAP1 i HtrA2.
Una mutació o dèficit d'aquesta proteïna s'ha associat amb l'aparició primerenca de la malaltia de Parkinson, un trastorn neurodegeneratiu molt comú caracteritzat per problemes progressius amb el moviment i l'equilibri.
La importància de la proteïna PINK1 en el Parkinson i altres problemes relatius al seu dèficit o mutació han portat a que es continuï investigant en profunditat el seu funcionament i estructura.

## Estructura
La proteïna PINK1 en mamífers està formada per 581 aminoàcids, i el seu gen es troba en la posició 36 del cromosoma 1. Consta d'una seqüència N-terminal que la destina als mitocondris, una hèlix transmembrana, un domini de serina/treonina cinasa i un domini C-terminal de funció desconeguda. Recent sintetitzada, té una massa molecular aproximada de 63kDa. Més tard és seccionada per altres proteïnes als mitocondris i la seva massa resultant és de 52kDa.
Tot i que encara no s'ha cristal·litzat completament l'estructura de PINK1, la semblança del seu domini cinasa amb altres cinases serina/treonina ha portat a molts grups científics a elaborar-ne un model homòleg. La família de les cinases calmodulina-dependents és la que comparteix un nombre més gran de característiques estructurals amb PINK1.
En general, el domini cinasa està format per lòbuls N-terminals i C-terminals que, en la majoria de cinases, poden subdividir-se en dominis menors. La fissura entre els dos lòbuls alberga el lloc d'unió catalític i el de l'ATP:Mg2+ .
PINK1 també conté tres insercions de bucles, úniques a aquesta proteïna, on es poden trobar mutacions pròpies de la malaltia de Parkinson. La funció d'aquestes insercions es desconeix. Per altra banda, el domini cinasa de PINK1 conté un bucle d'activació amb dues serines (Ser401-Ser402). La seva fosforilació ha mostrat ser activadora en altres cinases. El bucle d'activació també conté arginina (Arg407), lloc de mutacions en el cas del Parkinson i potencial lloc d'interacció amb una serina fosforilada.
PINK1 és normalment importada a través de les membranes mitocondrials exterior i interior. Allà és trencada per la peptidasa de processament mitocondrial (MPP) i per PARL/AFG3L2, respectivament. El lloc d'escissió a la MPP es desconeix, però probablement està localitzat als aminoàcids 20-70. PARL trenca PINK1 entre Ala103 i Phe104, a l'hèlix transmembrana. També s'ha indicat que aquesta hèlix hidròfoba actua com un senyal de parada que evita la translocació a la matriu mitocondrial.
El fragment de processament resultant, de 52 kDa, tindrà diverses destinacions: en la seva forma soluble, és exportat al citosol, on serà degradat pel proteasoma. D'altra banda, un estudi recent mostra que el fragment de 52 kDa també pot quedar retingut a la membrana mitocondrial externa per mitjà del seu fragment C-terminal.

## Funció biològica

### Proteïnes cinasa
Abans de parlar de la molècula en qüestió, cal fer esment de la funció de les cinases. 

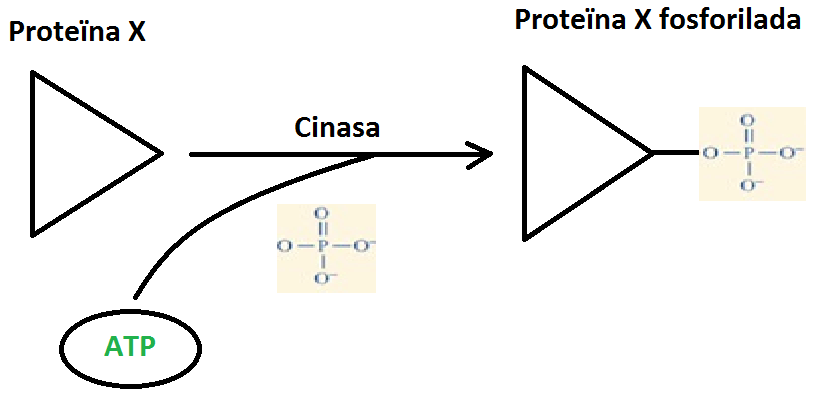
El procés de la fosforilació d'una proteïna X és mediat per una cinasa que hi adhereix un grup fosfor provinent normalment d'un ATP.

Les proteïnes cinases són uns enzims que actuen com a mediadors en un procés clau a les cèl·lules anomenat fosforilació. Aquestes proteïnes catalitzen la transferència d'un grup fosfat provinent d'un trifosfat d'adenosina (ATP) a un o més aminoàcids. Aquest fet, dona lloc a un canvi en la conformació espacial de la proteïna diana, afectant la seva funció. Per exemple, la fosforilació pot induir canvis en l'activitat enzimàtica, l'associació amb altres proteïnes, etc.
Les cinases es poden classificar en tres tipus:
- Actuen sobre la serina i la treonina.
- Actuen sobre la tirosina
- Actuen sobre totes tres. Aquesta rep el nom de cinasa amb especificitat dual perquè engloba els dos tipus anteriors.

Aquestes proteïnes tenen un paper molt important en una gran diversitat de processos cel·lulars, entre els quals s'han de destacar la divisió, l'apoptosi i la diferenciació cel·lular.

### Síntesi i ubicació cel·lular
La proteïna PINK1 és codificada per un gen situat a l'ADN nuclear que presenta el mateix nom (gen PINK1). De fet, el 99% de les proteïnes mitocondrials provenen de l'ADN nuclear, com en el cas de la PINK1. La resta de proteïnes són codificades per gens situats a l'ADN mitocondrial (ADN circular similar al dels bacteris que té capacitat autoreplicativa independent de la cèl·lula).

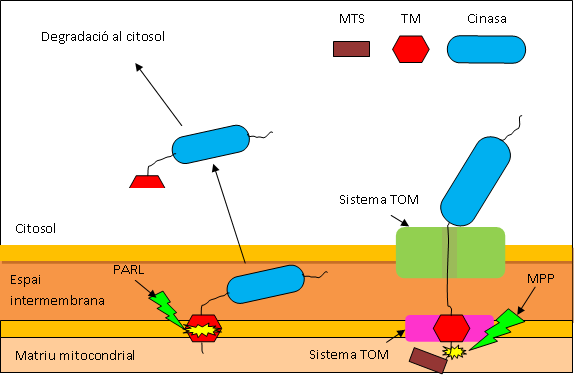
A la dreta podem veure que un cop s'ha reconegut i desplegat la proteïna, aquesta atravessa la membrana a través dels sistemes TOM i TIM. I a l'esquerra, observem que la proteïna patirà un tall que permetrà la seva alliberació al citosol, on serà degradada.

Actualment, es considera que la PINK1 està formada per tres regions indispensables: una és el domini cinasa, del qual ja n'hem parlat anteriorment; el segon és un domini transmembrana (TM); i el darrer és una seqüència senyal anomenada Mitochondrial Targeting Sequence (MTS), que correspon als primers 34 aminoàcids de la proteïna. La MTS és reconeguda pel receptor complementari de la proteïna situat a la membrana dels mitocondris.
Un cop acabada la síntesi de la proteïna (al citosol) i les posteriors modificacions post-traduccionals que fan que la proteïna sigui biològicament activa, aquesta es dirigeix cap al compartiment diana (el mitocondri), on la seqüència senyal MTS serà reconeguda per un receptor anomenat TOM. Prèviament, les xaperones iniciaran un procés de desplegament de la PINK1 per tal de poder fer factible el reconeixement i la posterior entrada de la proteïna al mitocondri. En altres paraules, si ha d'entrar una proteïna dins el mitocondri, aquesta no pot fer-ho amb la seva estructura terciària. Per això, adopta l'estructura secundària per poder ser reconeguda pel receptor corresponent i travessar la membrana.
Quan la proteïna es troba a l'espai intermembrana, el domini TM interacciona amb el sistema TIM (un altre sistema de reconeixement i transport). Aleshores, una proteasa anomenada MPP talla la MTS, atès que un cop la proteïna ha entrat al compartiment diana, la seqüència senyal no té cap utilitat. Per tant, la resta de la proteïna PINK1 es fixa a la membrana interna (polaritzada) a través del domini transmembrana, deixant la cinasa a l'espai intermembrana. Quan aquest procés ha finalitzat, la proteïna es torna a plegar i esdevé funcional.
Tanmateix, les proteïnes perden funcionalitat amb el temps i s'han de degradar. Aquest procés s'inicia quan una altra proteasa anomenada PARL fa una incisió sobre el domini TM. Consegüentment, la resta de la proteïna es desprèn de la membrana interna i surt al citosol on serà degradada.

### Funció al mitocondri

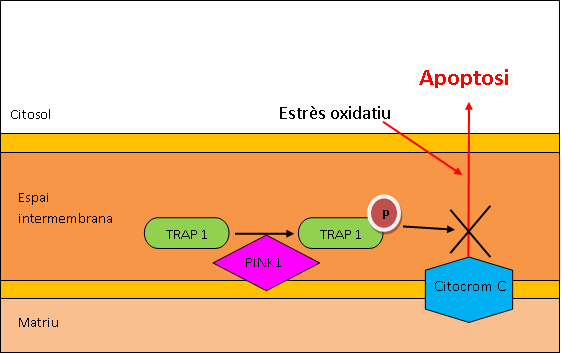
Fosforilació TRAP1

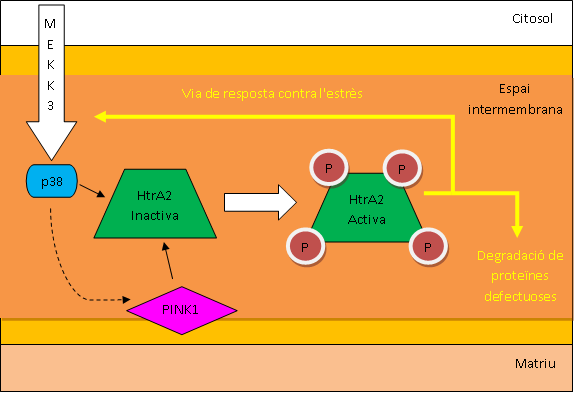
Fosforilació HtrA2

La funció de la PINK1 no està del tot clara, però es creu que ajuda a protegir el mitocondri de l'estrès oxidatiu (el qual pot induir defectes en la respiració mitocondrial) mitjançant la fosforilació de dues proteïnes determinades: la TRAP1 i la HtrA2.
- La TRAP1 és una xaperona mitocondrial: proteïna que permet el plegament i el desplegament d'altres pèptids. Quan aquesta és fosforilada per la PINK1, evita l'alliberació del citocrom C (proteïna transportadora d'electrons) al citosol, on s'induirà l'apoptosi a conseqüència de l'estrès oxidatiu. Aleshores, el citocrom C es mantindrà a la membrana interna i participarà en la cadena respiratòria, procés inclòs al metabolisme oxidatiu que té com a objectiu final l'obtenció d'energia (ATP).[11]
- El procés de fosforilació de la proteasa HtrA2 comença quan el mitocondri rep un senyal d'estrès anomenada MEKK3 que activa el pèptid p38. La p38 s'uneix al complex HtrA2 inactiu, induint la fosforilació de la proteasa per acció de la PINK1. Un cop fosforilada, la proteasa (ja activa) es creu que catalitza la degradació de proteïnes mal plegades o no-funcionals i activa un via de resposta a l'estrès oxidatiu mitjançant una molècula de senyalització.[12]

## Funció patològica
La neuropatologia de la malaltia de Parkinson, el segon trastorn neurodegeneratiu més comú després de la malaltia d'Alzheimer, es caracteritza per la degeneració de les neurones dopaminèrgiques en el cervell mitja conseqüència de la disfunció mitocondrial. Aquest efecte és a causa de alteracions i dèficit de la proteïna PINK1, la qual és una important reguladora de l'activitat de la proteasa HtrA2 associada a l'estrès mitocondrial.
L'exposició de les cèl·lules a l'estrés ambiental o intern causa el mal plegament o el dany de moltes proteïnes cel·lulars. La capacitat de les cèl·lules per respondre davant aquestes tensions és de gran importància per la seva supervivència.
Les cèl·lules han desenvolupat diversos mecanisme per detectar, eliminar o corregir mal plegaments o proteïnes danyades.
Un d'ells és el que té lloc al mitocondri, l'anomenat control de qualitat mitocondrial.
Els gens que estan implicats en la regulació mitocondrial són Parkin, PINK1, DJ-1 i HtrA2/Omi. Recents estudis genètics moleculars i biològics han revelat que Parkin i PINK1 exerceixen papers essencials en el control de qualitat mitocondrial.
- Com s'ha explicat anteriorment en l'apartat de funció biològica, la HtrA2 activa (fosforilada) pot degradar les proteïnes mal plegades o danyades, o activar una via de resposta a l'estrès mitocondrial mitjançant l'activació d'una molècula de senyalització. Si hi ha una alteració en la proteïna cinasa PINK1, aquesta perd la seva funció, impedint la fosforilació de la proteasa Htra2, fet que impossibilita que aquesta adopti la seva conformació activa i pugui degradar totes aquelles proteïnes mal plegades o danyades. Com a conseqüència, hi haurà una acumulació d'aquestes proteïnes plegades incorrectament al mitocondri i per tant, una disfunció mitocondrial (deteriorament de la cadena respiratòria mitocondrial i defectes en la dinàmica mitocondrial).
- L'activació de PINK1 en els mitocondris danyats indueix l'eliminació selectiva d'aquests, en cooperació amb Parkin, a través dels mecanismes d'ubiquitina-proteasoma i Mitofàgia. Quan hi ha una disfunció en el control de qualitat de les proteïnes regulat per les vies d'ubiquitina-proteasoma i mitofàgia, apareix una acumulació d'inclusions proteiques anomenades cossos de Lewy, una altra característica neuropatològica del Parkinson. El deteriorament de la via ubiquitina-proteasoma indueix l'acumulació d'espècies reactives de l'oxigen en els mitocondris. Aquests mitocondris són retirats de la via d'autofàgia i es van acumulant a la cèl·lula.

### Mitofàgia
Com bé hem dit tant PINK1 com Parkin s’encarreguen dels processos de mitofàgia mitocondrial, és a dir, de degradació i reciclatge selectiu dels mitocondris deficients.
La translocació de Parkin des del citosol als mitocondris, la qual cosa requereix PINK1 intacte amb activitat cinasa, és un pas inicial del procés de mitofàgia. Després de la translocació mitocondrial, l'activitat de Parkin s’activa i es comencen a degradar diverses proteïnes localitzades a la membrana externa del mitocondri a través d'una via d'ubiquitina-proteasoma. La degradació del factor d'elongació mitocondrial NMF, contribueix en la fragmentació dels mitocondris durant la mitofàgia. La majoria de mutacions patògenes que es troben a PINK1 i Parkin comprometen aquesta activitat de translocació, alterant el procés de mitofàgia, fet que es troba estretament relacionat amb la malaltia del Parkinson.

### Apoptosi

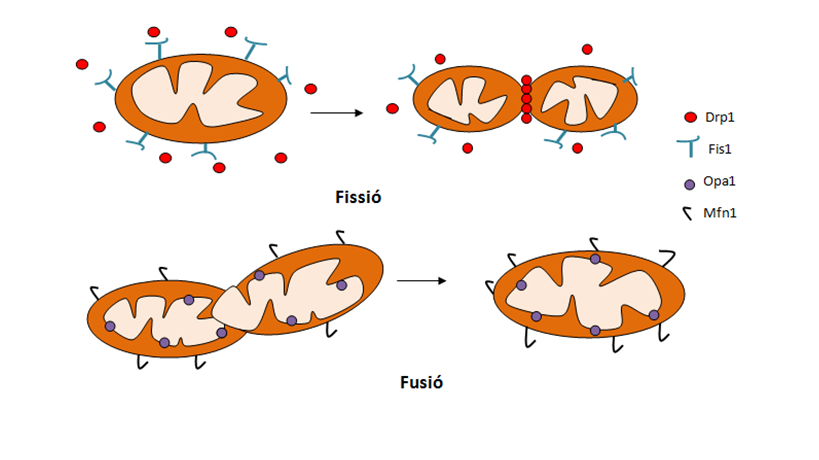
Processos de fissió i fusió mitocondrial

Un dels principals fenòmens que caracteritzen les malalties neurodegeneratives, en aquest cas el Parkinson, és la mort neuronal per apoptosi, on els mitocondris estan involucrats.
Els processos de fusió i fissió mitocondrial són necessaris per al manteniment d'una població sana de mitocondris. La fusió mitocondrial requereix un intercanvi de compartiments interns, incloses còpies del genoma mitocondrial, proteïnes respiratòries i productes metabòlics. La fissió mitocondrial té un paper en l'eliminació dels mitocondris danyats.
En l'apoptosi, la dinàmica mitocondrial hi té un paper regulador important. Utilitzant el procés de fissió es van fragmentant els mitocondris al mateix temps que es bloqueja la fusió. Augmentant la fragmentació també s’incrementa el reclutament de Bax/Bak i DLP, dos inductors apoptòtics que interactuen amb la proteïna PINK1 i l'inactiven. Aquesta interacció fa que la PINK1 no pugui fosforilar la xaperona TRAP1, i que per tant, s’alliberi citocrom C des del mitocondri cap al citoplasma cel·lular. Un cop fora, el citocrom s’uneix als apoptosomes, uns complexos proteics que, amb el citocrom unit, activen la caspasa-3 que inicia el procés de suïcidi cel·lular.

### Estrès oxidatiu

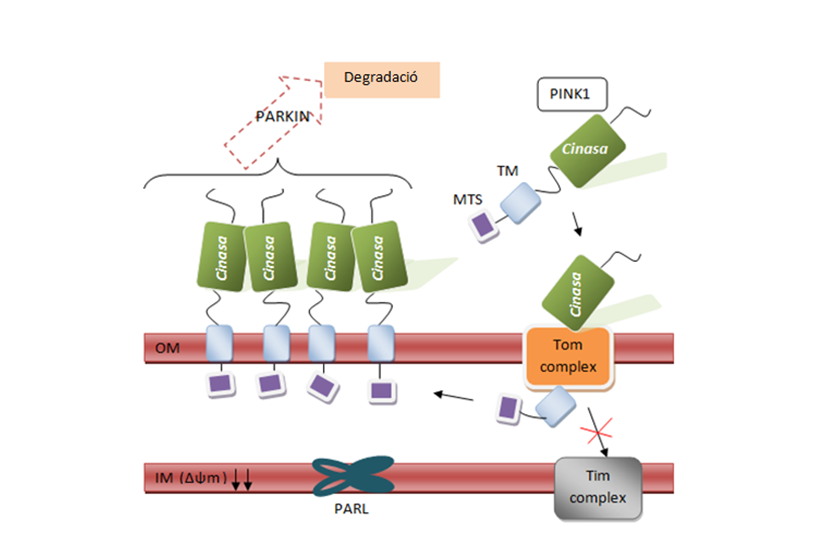
Com a conseqüència de l'estrés oxidatiu, hi ha una despolarització del potencial de membrana mitocondrial (Δψm), que porta a una acumulació de PINK1 en la membrana mitocondrial externa (OM). Això dona a Parkin el senyal per reclutar els mitocondris per la seva posterior degradació.

Com s’ha explicat anteriorment en l'apartat de funció biològica, la proteïna PINK1 entra al mitocondri a partir del senyal de direccionalment MTS i amb l'ajuda de les xaperones, i queda fixada a la membrana interna(polaritzada) deixant la cinasa a l'espai intermembrana. Quan aquesta perd la seva funcionalitat és alliberada al citosol, a causa de la intervenció de PARL, per ser degradada. Com a conseqüència de l'estrès oxidatiu produït pels ROS, hi ha una despolarització del potencial de membrana mitocondrial (Δψm), que inhibeix el transport de PINK1 al complex Tim i el posterior processament de PINK1 per PARL. Aquest fet porta a una acumulació de PINK1 en la membrana mitocondrial externa (OM) i com a conseqüència, dona a Parkin el senyal per reclutar els mitocondris en un autofagosoma per la seva posterior degradació.
Una altra hipótesis és que PINK1 té un efecte directe en el complex mitocondrial I, afectant el manteniment de la cadena de transport d'electrons (ETC), donant com a resultat una disminució del potencial de la membrana mitocondrial i una disfunció mitocondrial.
Quan l'estrès oxidatiu danya les membranes del mitocondri, es fan permeables i permeten l'entrada per difusió simple de protons. Aquest transport incontrolat de protons generarà calor. Les proteïnes de xoc tèrmic s’activen a causa de l'augment de temperatura i, aquesta activació, té un paper important en el procés de neurodegeneració.

### Més efectes observats per la mutació de PINK1
La disfunció mitocondrial causada per la mutació de la proteïna PINK1 o Parkin, provoca una degeneració massiva dels teixits musculars i un defecte en l'espermatogènesi. Tant el gen Parkin com PINK1 són indispensables pel manteniment de les funcions mitocondrials.
Un efecte produït per la pèrdua de PINK1 és l'acumulació d'agregats mitocondrials allargats en els músculs i en les neurones dopaminèrgiques centrals, ocasionant la degeneració mitocondrial. Aquests defectes mitocondrials causen un deteriorament motor, depenent de l'edat, i una dismunució de la fertilitat del semen. Els mitocondris es troben altament fusionats i inflats amb crestes indistintes. Aquestes alteracions són la causa de la malaltia del Parkinson.